# Compra do Banco Master pelo BRB
Em março de 2025, o Banco de Brasília (BRB) anunciou a compra de 58% das ações do Banco Master, em uma operação estimada em cerca de R$ 2 bilhões. A transação foi aprovada pelo conselho de administração do BRB e depende da análise e autorização por parte de órgãos reguladores, como o Banco Central do Brasil e o Conselho Administrativo de Defesa Econômica (CADE).

## Histórico do Banco Master
O Banco Master é uma instituição financeira brasileira com sede no Rio de Janeiro. Fundado originalmente como Banco Máxima na década de 1970, passou por uma reestruturação societária e operacional entre 2018 e 2021, quando adotou o nome atual. Em 2017, foi adquirido pelo empresário Daniel Bueno Vorcaro, que liderou um processo de transformação digital e estratégica.
O banco e suas investidas atuam em quatro segmentos principais: varejo, atacado, serviços financeiros e seguros. Entre seus produtos destaca-se o cartão de crédito consignado Credcesta, voltado a servidores públicos, aposentados e pensionistas. Além disso, o Banco Master, por meio da Corretora, também opera no mercado de fundos, administra aproximadamente R$ 63 bilhões em ativos sob gestão e possui participação em empresas como a Kovr Seguradora.

## Histórico do Banco de Brasília
O Banco de Brasília (BRB) é uma sociedade de economia mista controlada pelo Governo do Distrito Federal. Criado em 1964, tem como principal objetivo promover o desenvolvimento econômico da região Centro-Oeste. Atua nos segmentos de crédito imobiliário, comercial, agronegócio e serviços financeiros. Possui presença física em diversos estados brasileiros e faz parte de um conglomerado financeiro que inclui outras empresas ligadas à distribuição de títulos, crédito e seguros. Além de suas atividades tradicionais, o BRB também atua na área esportiva como patrocinador, inclusive de equipes internacionais de Fórmula 1.

## Detalhes da Operação
A operação envolve a aquisição de 49% das ações ordinárias (com direito a voto) e 100% das ações preferenciais (sem direito a voto) do Banco Master pelo BRB. Após a conclusão do negócio, o Banco Master deixará de existir como marca independente, integrando-se ao conglomerado do BRB.
De acordo com informações divulgadas pelas instituições, antes da concretização da operação, será realizada uma reorganização societária, na qual certos ativos considerados não estratégicos — como precatórios, direitos creditórios oriundos de ações judiciais e ativos de renda variável — serão segregados do Banco Master.
Segundo o presidente do BRB, Paulo Henrique Costa, o objetivo da operação é ampliar a capacidade de atuação do banco em novos mercados, fortalecer sua governança corporativa e expandir sua expertise em tecnologia e inovação.

## Implicações para o Sistema Financeiro
Se aprovada, a operação resultará na formação de um novo conglomerado financeiro com aproximadamente 15 milhões de clientes, R$ 112 bilhões em ativos totais, R$ 72 bilhões em carteira de crédito e mais de R$ 100 bilhões em captações. Isso posicionaria o BRB entre os dez maiores bancos do país em termos de volume de crédito.
A integração entre as duas instituições exigirá mudanças estruturais, como a criação de novos comitês de governança corporativa e a definição de estratégias comerciais conjuntas. Além disso, espera-se que o novo conglomerado intensifique sua atuação nos mercados de câmbio e crédito digital.

## Situação Atual da Transação
Até o momento, a operação já foi aprovada sem restrições pelo Conselho Administrativo de Defesa Econômica (CADE), que avalia o negócio sob a perspectiva de concorrência. Como próximos passos, aguarda a finalização de análises técnicas e jurídicas, bem como a aprovação pelos outros órgãos reguladores competentes. A expectativa é de que a transação seja concluída no início do segundo semestre de 2025, caso todas as condições sejam cumpridas.

## Análise de especialistas sobre a operação
A aquisição do Banco Master pelo BRB tem sido bem recebida por diversos analistas financeiros, que destacam seus potenciais benefícios estratégicos. Para Gustavo Loyola, ex-presidente do Banco Central, a operação representa uma oportunidade vantajosa para ambas as instituições. Ele observa que o BRB poderá acessar operações com alta rentabilidade já demonstrada nos balanços do Banco Master, enquanto este último reduzirá sua dependência de captação via CDBs garantidos pelo FGC, diversificando suas fontes de funding. Loyola ainda destaca que a operação contribui para a desconcentração de risco no sistema financeiro, o que favorece inclusive o próprio FGC.
Na mesma linha, Luiz Cezar Fernandes — fundador dos bancos Garantia e Pactual — considerou a transação uma “jogada de mestre”. Segundo ele, a estrutura montada permite ao Banco Master reduzir seu custo de captação significativamente e manter o controle estratégico, ao mesmo tempo em que fortalece o BRB como uma instituição relevante no cenário nacional. Fernandes ainda ressalta que a operação foi desenhada de forma tecnicamente sólida, sem provocar turbulências no mercado e com respaldo de importantes interlocutores políticos e regulatórios, o que reforça sua legitimidade e viabilidade a longo prazo.